# Ramón Llao
Ramón Eduardo Llao Andrade (Santiago, 5 de junio de 1968) es un actor  chileno.
Generalmente realiza apariciones especiales en telenovelas y series excepto en Los simuladores, Transantiaguinos, Mi bella genio y Huaiquimán y Tolosa donde ha realizado papeles protagónicos y secundarios.
Fue conductor del programa Entrecomunas del canal Liv TV ex Canal 54, en el cual recorría las distintas comunas de Santiago y su historia, este programa se emitió entre el 2007 y el 2009. Además participó en la mítica obra de teatro chilena La negra Ester.

## Filmografía

### Cine
- Un ladrón y su mujer (2001) como Francisco Córdoba.
- El leyton: Hasta que la muerte nos separe (2002).
- El nominado (2003) como Andueza.
- Sexo con amor (2003)
- Azul y blanco (2004) como Hiena.
- Gente decente (2004) como Ramón.
- Mala leche (2004) como El Llao.
- Mujeres infieles (2004) como Liberona.
- El baño (2005)
- Padre Nuestro (2006).
- Che Kopete, la película (2007)
- Humanimal (2009) como Tortuga.
- Súper, todo Chile adentro (2009) como Carlos.
- Qué pena tu vida (2010) como Cabo Rafael Pérez.
- Qué pena tu boda (2011) como Rafael Pérez.
- Qué pena tu familia (2013) como Rafael Pérez.
- Mis peores amigos (2013) como Vardamir.
- The Green Inferno (2013) como franco cazacabezas.
- (09) (2014) como Alberto.
- Fuerzas Especiales (2014)
- Sin filtro (2016) como Yi-Ho.

### Telenovelas
| Teleseries | Teleseries        | Teleseries                         | Teleseries  |
| Año        | Teleserie         | Rol                                | Canal       |
| ---------- | ----------------- | ---------------------------------- | ----------- |
| 2000       | Romané            | Papillón                           | TVN         |
| 2001       | Pampa ilusión     | El mentira                         | TVN         |
| 2004       | Hippie            | Charlie Morgan                     | Canal 13    |
| 2004       | Xfea2             | Dr. Víctor Zagal                   | Mega        |
| 2006       | Floribella        | Juez del Registro Civil            | TVN         |
| 2007       | Fortunato         | Sergio Coronel                     | Mega        |
| 2008       | Comedor de diario | Sergio Pérez                       | Via X       |
| 2010       | Feroz             | René Sanhueza                      | Canal 13    |
| 2010       | Primera dama      | Dueño del restaurante de la caleta | Canal 13    |
| 2010       | Don Diablo        | Pedro                              | Chilevisión |
| 2011       | Vampiras          | Tico Zarricueta                    | Chilevisión |
| 2011       | Peleles           | Arsenio Camacho                    | Canal 13    |
| 2012       | Gordis            | Marcial Peña                       | Chilevisión |
| 2012       | Pobre rico        | Julio "Loco" Ramos                 | TVN         |
| 2016       | Te doy la vida    | Nelson Rodríguez                   | Mega        |

### Series
| Series | Series                               | Series                | Series      |
| Año    | Serie                                | Rol                   | Canal       |
| ------ | ------------------------------------ | --------------------- | ----------- |
| 2002   | La vida es una lotería               | Jhonson               | TVN         |
| 2004   | Geografía del deseo                  | Ramón                 | TVN         |
| 2005   | Los simuladores                      | Pablo Lorca           | Canal 13    |
| 2006   | Huaiquimán y Tolosa                  | Comisario Seisdedos   | Canal 13    |
| 2007   | Hotel para dos                       |                       | TVN         |
| 2008   | Transantiaguinos                     | Tomás Valdés          | Canal 13    |
| 2009   | Aquí no hay quien viva               | Marío Cuevas          | Chilevisión |
| 2008   | Los 80                               | Don Manuel            | Canal 13    |
| 2009   | Mi bella genio                       | Coronel Eduardo Mella | TVN         |
| 2011   | Cesante                              | Pastor                | Chilevisión |
| 2011   | Ala chilena                          | Roberto Menchaca      | TVN         |
| 2012   | El diario secreto de una profesional | Don Ignacio           | TVN         |
| 2012   | Centro de alumnos                    |                       | Mega        |
| 2012   | Solita camino                        |                       | Mega        |
| 2019   | Sin suscriptores                     | Ramón Llao            | Youtube     |

## Vídeos musicales
| Año  | Título               | Artista  | Dirección   |
| ---- | -------------------- | -------- | ----------- |
| 1995 | La espada y la pared | Los Tres | Germán Bobe |

## Programas de televisión
- Entrecomunas (Liv TV, 2008-2009) -  Conductor
- CQC (Mega, 2010) - Notero
- AR Prime (Canal 13, 2013) - Panelista
- Vértigo (Canal 13, 2013) - Invitado
- Dudo (Canal 13C, 2013) - Invitado
- Corte Nacional (Canal 13C, 2016) - Conductor
- NET: Nunca es Tarde (Fox Sports Chile, 2016) - Panelista
- Yo invito (La Red, 2017-2018) - Conductor
- El show de La Red (La Red, 2018) - Conductor

## Programas de radio
- Los Guardianes de la parrilla (Radio UNO, 2013-2014)
- Gravedad Zero (Radio Zero, 2018)